# Паметни сат
Паметни сат је компјутеризовани ручни сат који има много више могућности сем мерења времена. Док рани модели могу обављати основне задатке, као што је калкулатор, превођење, и играње игрица, модерни паметни сатови су ефикасно носиви компјутери. Многи паметни сатови могу да покрену мобилне апликације, док мањи број модела ових сатова могу да покрену мобилне оперативне системе и функционишу као преносиви медија плејер, пружа пуштање ФМ радија, и видео фајлове кориснику преко Блутута. Неки модели паметних сатова се могу називати и "сат телефони", који пружају пуну способност мобилног телефона, и можемо позивати или одговарати на позиве.
Такви уређаји могу да имају способности као што су камера, акцелерометар, термометар, висиномер, барометар, компас, хронограф, калкулатор, мобилни телефон, екран осетљив на додир, ГПС навигација, Карта, графички дисплеј, звучници, распоред, сат, који су препознати као уређај за масовно складиштење на рачунару.
Неки имају "спортски сат" функционалност са одликом праћења активности (такође познат као "фитнес трагач"), као што је виђено код ГПС сатова који су направљени за тренинг, роњење и спортовима на отвореном. Функције могу да укључују тренинг програме (као што су интервали), време за које је потребно да се пређе круг, дисплеј за брзину, ГПС уређај за праћење, праћење руте, рачунар за праћење дубине, могућност праћења откуцаја срца, могућност праћења ритма и компатибилност са спортским прелазима(као у триатлон).
Као остали рачунари, паметни сат може да сакупља информације од унутрашњих и спољашњих сензора. Може да контролише, или узима податке од, осталих инструмената или рачунара. Може да подржава преносиве технологије као што су блутут, Вај-фај и ГПС. Међутим, могуће је да "ручни сат рачунар" може да служи само дизајн за даљински систем, као што је у случају са сатовима које користе мобилну технологију или вај-фај.

## Историја

### Младост
Први дигитални сат, који је изашао 1972 године, звао се Пулсар произведен од компаније Хамилтон Сатови. "Пулсар" је постао бренд који је касније преузет од компаније Сеико. 1982 године, Пулсар сат (НЛ Ц01) је пуштен у продају који је садржао 24 цифре, што га је вероватно чииоло првим сатом који је имао корисничку-програмску меморију, или "меморибенк" сат. Са настанком првих персоналних рачунара 1980-их, Сеико је почео да прави сатове са рачунарским способностима. "Дата 2000" сат (1983) је имао и екстерну тастатуру за унос података. Дата је синхронизован са тастатуре на сат преко електро-магнетним квачилом. Име је настало због тога што је могуће јер је могао да садржи 2000 карактера. Д409 је био први Слеко модел са он-боард унос података (са малом тастатуром) и доносио је екран са тачкастом матрицом. Његова меморија је била мала, са само 112 цифара. Пуштен је у продају 1984. године у златној, сребрној и црној боји. Ове моделе су пратиле и остале компаније током 1980-их, пре свега "РЦ серије":
Током 1980-их, Касио је почео да избацује на тржиште успешну линију "компјутерских сатова", поред својих калкулатор сатове. Најзначајнији је био "Касио база података" серија. Новина је била "играчки сатови", као што су Нелсоник играчки сатови, који су исто били направљени од компаније Касио и осталих.

### Сеико РЦ серија
РЦ-1000 ручни терминал је био први Сеико модел који је имао интерфејс са рачунаром, и избачен је на тржиште 1984 год. Био је компатибилан са већином популарних персоналних рачунара у том времену, укључујући Епл II, II+ и IIe, Комодор 64, IBM, Танди колорни рачунар, Модел 1000, 1200, 2000 и ТРС-80 Модел I, III, 4 и 4п.
РЦ-20 ручни рачунар је пуштен у продају 1985 под заједничким именом "Сеико Епсон". Имао је СМЦ84Ц00 8-бит З-80 Микропроцесор; 8 КБ РОМа и 2 kB РАМа. Имао је апликације за планирање, белешке, и светско време и калкулатор апликација четири функције. Матрични ЛЦД екран 42 × 32 пиксела, и још важније, био је осетљив на додир. Као РЦ-1000, могао би бити повезан са персоналним рачунаром, у овом случају кроз власнички кабл. Такође је приметно да се може програмирати, иако је његов екрана мали и ограничен складиштењем јако ограничен даљи развој.
РЦ-4000 ПЦ Дата Граф је такође објављен 1985. године, звали су "најмањи свету рачунара терминала". Имао је 2 kB складиштења. РЦ-4500 (1985), такође познат као Ручни Мац, имао исте карактеристике као РЦ-4000, али је долазио у разним светлим и сјајним бојама.

### 1994.
Познати Тимек Даталинк, тзв ручни сат, производна линија је уведена 1994. године. Почетком Тимек Даталинк СмартСат остварио бежични режим преноса података за комуникацију са рачунаром. Избори и контакти су направљене у Мајкрософт распоред +, претходник МС Оутлок, може се лако пренети на сат преко екрана који трепери светлост.

### 1998.
Године 1998, Стив Ман измислио, пројектовао и направио први светски Линукс ручни сат, који је представљен на ИЕЕЕ ИССЦЦ 2000, 7. фебруара 2000. године, где је под називом "отац носивог рачунара".
Погледајте такође Линукс Џурнал, где се Манов Линукс сат појавио на насловној страни и био је истакнут чланак о ЛЈ број 75.

### 1999.
1999. Самсунг је лансирао први светски телефон сат, СПХ-ВП10. Имала је испупчену антену, црно-бели ЛЦД екран и 90-минута разговора са интегрисаним звучницима и микрофоном.

### 2000.
У јуну 2000. године, IBM је приказао прототип за ручни сат који је водио Линукс. Оригинална верзија је имала само 6 сати трајања батерије, која је касније продужена до 12. Имао је 8 MB меморије и покретао је Линукс 2.2. Уређај је касније унапређен са акцелерометромљ, вибрационим механизмом и сензором за отисак прста. IBM је почео да сарађује са Цитизен Вач Цо. да се створи "СатПед". СатПед 1.5 има 320 × 240 КЈУВГА монохроматски екран осетљив на додир и покреће Линукс 2.4. Такође поседује софтвер за календар, Блутут, 8 MB РАМ-а и 16 MB флеш меморије. Цитизен се надао да тржиште за ове сатове буду студенти и привредници, са малопродајном ценом око $ 399.

### 2003.
2003. Фосил је објавио ручни ПДА, сат који је радио на Палм ОС и садржао 8 MB РАМ и 4 MB флеш меморије. У њој изграђена је игла да помогне са коришћењем малог монохроматског екрана, који је имао резолуцију 160к160 пиксела. Иако су многи критичари прогласили сат револуционарним, ипак је критикован због тежине (108 грама) и коначно је обустављен 2005. године.

### 2009.
Године 2009, Самсунг је избацио С9110 Сат Телефон који је имао 1,76 инча (45 мм) колор ЛЦД дисплеј и био је 11,98 мм (0,472 инча) танак.

### 2010.
Сони Ериксон је избацио Сони Ериксон ЛајвВју, сат који је у основи спољни дисплеј Блутута за Андроид паметне телефоне.

### 2013.
Аналитичар потрошачких уређаја Ави Грингарт, из истраживачке фирме Карент Аналисис, предложила да 2013. може бити "година паметних сатова", као "компоненте су постале довољно мале и довољно јефтине" и многи потрошачи поседују паметне телефоне који су компатибилни са носећим уређајима. Носећа технологија, као што је Гугл Глас, може прерасти у посао вредан 6 америчких долара милијарди долара годишње и извештај из јула 2013 медији су открили да већина великих произвођача потрошачке електронике предузимају рад на паметним сатовима у тренутку објављивања. Малопродајна цена паметних сатова може бити преко 300$, плус трошкови за пренос података, док је минимална цена Смартфон-Линк може бити 100$.
Од јула 2013. године, списак компанија које су ангажоване у развојне активности паметних сатова састоји се од Ејсер, Епл, БлекБери, Фокскон / Хон Хаи, Гугл, ЛГ, Мајкрософт, Куалцом, Самсунг, Сони и Тошиба. Неке значајни пропусти овој листи су ХП, ХТЦ, Леново и Нокиа. Новинар наука и технологије Кристофер Мимс идентификовао је следеће тачке у односу на будућност паметних сатова:
- Физичка величина паметних сатова ће вероватно бити велика.
- Недовољно трајање батерије је текући проблем за програмере паметних сатова, као трајање батерије уређаја у време објављивања био три до четири дана и то ће вероватно бити умањена ако се додају додатне функције.
- Нове технологије приказивања ће бити измишљене као резултат истраживања паметних сатова.
- Ниво успеха паметних сатова је непредвидљива, јер могу да прате сличну путању до нетбук рачунара, или могу испунити циљеве као Гугл Глас, други носиви електронски производ.[17]

Ајсеров С. Т. Лиев изјавио је у интервјуу за британски гаџет сајта Поцкет-линт, "... Мислим да би свака потрошачка фирма требало да гледа у носиве технологије. Носиве технологије нису ништа ново ... само нису популарни на начин на који би требало. Али прилика је за билионску индустрију".
Од 4. септембра 2013. године, три нова паметна сата су покренута: Самсунг Галакси Гир, Сони СмартСат 2, и Љуалцом Токју ПХТЛ, компанија са седиштем у Даласу, Тексас, завршен је процес публика-финансирање на Кикстартеру за његов паметни сат у септембру 2013. Овај уређај омогућава корисницима да остављају своје телефоне у џеповима, јер има звучник за телефонске позиве у оба тиха и бучна окружења.
У интервјуу Септембра 2013, Пебле оснивач Ерик Мигицовски изјавио је да његова компанија није заинтересована за свако стицање понуда, али је открио у интервјуу новембра 2013. године да је његова компанија продала 190.000 паметних сатова, од којих је већина продата након његове што је његова Кикстартер кампања затворена.
Моторола Мобилити директор Денис Водсиде потврдио је да његова компанија радила на паметним сатова током интервјуа који се одржао децембра 2013. године Водсиде је показао свесност о тешкоћама које су искусиле друге компаније са ручно-носивом технологијом и објаснио:

Било је јасно да ће бити нешто што се мења на руци, како ће функционисати и шта тачно, је нешто што наши тимови раде на тешко. Шта год да је, мора да се такмичи са оним што ради сада ... Ми не можемо да имамо нешто крхко, не можемо да имамо нешто што треба да се наплаћује сваки дан. Мораће да има неку функцију која је одлична, иначе зашто би трошили новац на још један производ.

### 2014.
2014. Шоу Потрошачка Електроника је имала велики број нових паметних сатова пуштених из различитих компанија, као што су Разер, Арчос, и неколико других компанија, као и неколико почетника. Неки су почели да зову 2014 ЦЕС "револуцију ручног зглоба" због износа количине паметних сатова који су пуштени у продају и огромног публицитета почели су да се примају на почетку 2014. године.
Гугл 25. јуна 2014. године, Андроид Веар платформа је уведена и ЛГ Г Сат и Самсунг Геар Лајв су пуштени. Веар заснован мото 360 је најавио Моторола у 2014. години. Крајем јула, Своч-ов директор Ник Хајек је најавио да ће покренути Своч Тач са технологијом паметних сатова у 2015.
Лансирање Самсунг Геар С паметног сата била је покривена од стране медија крајем августа 2014. године модел. Карактерише закривљен Супер АМОЛЕД екран и уграђен 3Г модем, писац технологије Дарел Етхерингтон наводи на сајту ТекКрунч, "ми коначно почињемо да видимо екране који окружују зглоб, а као традиционални равну површину." Корпорација ће почети да продаје Геар С Паметни сат у октобру 2014. године уз слушалице.
На сајму ИФА 2014 Сони Мобиле најавио је трећу генерацију своје серије Паметних сатова, Сони СмартСат 3 који има Андроид Веар.
Дана 9. септембра 2014. године, Епл објавио је свој први Паметни сат под називом Епл Сат који ће бити пуштен почетком 2015. године. 24. априла 2015. године, Епл је почео испоруку широм света.
Еплов први улазак у носиве технологије се састао са значајним критикама пре лансирања производа, са много критике цитирајући проблеме са животним и хардверским кваровима батерије. Када Епл Сат је пуштен у јавност, мишљења су брзо променила. Рани усвојиоци су били спремни да укажу на задовољавајући животни век батерије поред безброј различитих функција које обављају боље него што се очекивало.
Иако је Епл Сат наишао на готово универзалне похвале, многи и даље наводе своју двосмислену и нејасну сврху у свакодневном животу. Друга велика жалба потрошача је немогућност за Епл Сат сензорима за детекцију рада срца или контакт с кожом ако су имали тетоваже на свом ручном зглобу. Епл је признао овај проблем, и наводи да има смисла, јер сензори јединице нису били у могућности да директно контактирају кожу носиоца. Поред тога, после употребе уређаја неко време, корисници Епл Сата приметили су да гребање на оквиру сата. Иако су скептици то звали ово откриће подразумеваним, многи су истакли да ће све што је од нерђајућег челика да одржи неки облик гребања, и да је лако уклонити са стандардним полирањем. Генерално, корисници Епл Сата указују да је највише напредовао у смислу употребљивости на тржишту данас, и да се радујемо развоју Епл Сата.

## Функције и апликације
Као и код других спортских сатова, јединица ГПС праћења може да се користи за снимање историје податка. На пример, по завршетку тренинга, подаци могу бити постављени на рачунару или мрежи за креирање дневника вежбања активности за анализу. Неки паметни сатови могу да послуже као пуноправни ГПС навигациони уређај, приказивање мапе и актуелним координатама. Корисници могу да "обележе" своју тренутну локацију, а затим измене име и координате, што омогућава навигацију на тим новим координатама.
Иако већина Паметних сатова произведених у 21. веку су потпуно функционални и као самостални програми, многи од уређаја који се сада производе су потребни да се упаре са мобилним телефоном који користи исти оперативни систем, што омогућава сат да ради не само као сат али даљински за телефон. Ово омогућава уређају да Вас упозорава на комуникације података као што су позиви, СМС порука, е-маилова и позива календара.
Опште карактеристике укључују:
- Анти-Лост упозорење
- Приказ времена
- Вибрација током позива
- Идентификатор позива
- Одговор на позив
- Микро USB улазни прикључак.

## Упоређивање хардвер паметних сатова
| Производ            | Јединица складиштења          | Најављен           | СИМ картица | Процесор                                                                          | РАМ/ФЛЕШ   | Резолуција                  | Екран                                      | Тежина | Димензије                                                                                   | Батерија (мАч) | ОС                     | БТ     | ВЛАН | Мрежа | ГПС | НФЦ | Бежично Пуњење |
| ------------------- | ----------------------------- | ------------------ | ----------- | --------------------------------------------------------------------------------- | ---------- | --------------------------- | ------------------------------------------ | ------ | ------------------------------------------------------------------------------------------- | -------------- | ---------------------- | ------ | ---- | ----- | --- | --- | -------------- |
| Samsung Galaxy Gear | СM-В700                       | 4. септембар 2013. | не          | Single-Core 800 MHz (Dual-Core 1.6 GHz with unlocked Kernel/.null rom) Exynos4212 | 512MB/4GB  | 320x320                     | 41 мм                                      | 74 г   | 37 x 37 x 11 мм                                                                             | 315            | Android / Tizen Update | 4.0 LE |      |       |     |     |                |
| Samsung Gear 2      | SM-R380                       | 22. фебруар 2014.  | не          | Dual-Core 1 GHz Exynos3250                                                        | 512MB/4GB  | 320x320                     | 41 мм                                      | 68 г   | 36.8 × 58.4 × 9.9 мм                                                                        | 300            | Tizen                  | 4.0 LE |      |       |     |     |                |
| Samsung Gear 2 Neo  | SM-R381                       | 22. фебруар 2014.  | не          | Dual-Core 1 GHz Exynos3250                                                        | 512MB/4GB  | 320x320                     | 41 мм                                      | 55 г   | 37.8 × 58.7 × 9.9 мм                                                                        | 300            | Tizen                  | 4.0 LE |      |       |     |     |                |
| Samsung Gear Live   | SM-R382                       | 25. јун 2014.      | не          | Single-Core 1.2 GHz MSM8226                                                       | 512MB/4GB  | 320x320                     | 41 мм                                      | 60 г   | {38 × 65 × 14 мм                                                                            | 300            | Android Wear           | 4.0 LE |      |       |     |     |                |
| Samsung Gear Fit    | SM-R350                       | 11. април 2014.    | не          | STM32F439 160 MHz                                                                 | 16MB       | 128x432                     | 47 мм                                      | 27 г   | 23 × 57 × 12 мм                                                                             | 210            | Tizen/Samsung          | 4.0    |      |       |     |     |                |
| Samsung Gear S      | SM-R750                       | 28. август 2014.   | нано-СИМ    | Dual-Core 1 GHz                                                                   | 512MB/4GB  | 360x480                     | 51 мм                                      | 67 г   | (40 × 57 × 12 мм                                                                            | 300            | Tizen                  | 4.1    | bgn  | 2G/3G | Да  |     |                |
| LG G Watch          | W100                          | 25. јун 2014.      | не          | Quad-Core 1.2 GHz MSM8226                                                         | 512MB/4GB  | 280x280                     | 42 мм                                      | 63 г   | 39.9 × 46.5 × 9.9 мм                                                                        | 400            | Android Wear           | 4.0 LE |      |       |     |     |                |
| LG G Watch R        | W110                          | 4. септембар 2014. | не          | Quad-Core 1.2 GHz MSM8226                                                         | 512MB/4GB  | 320x320                     | 33 мм                                      | 62 г   | 46 × 46 × 11 мм                                                                             | 410            | Android Wear           | 4.0 LE |      |       |     |     |                |
| LG G Watch R2       |                               | 7. јануар 2015.    |             |                                                                                   |            |                             |                                            |        |                                                                                             |                | WebOs                  |        |      |       |     | Да  |                |
| Asus ZenWatch       | WI500Q                        | 3. септембар 2014. | не          | Quad-Core 1.2 GHz MSM8226                                                         | 512MB/4GB  | 320x320                     | 41 мм                                      | 76 г   | 39.9 × 50.5 × 9.4 мм                                                                        | 410            | Android Wear           | 4.0 LE |      |       |     |     |                |
| Sony SmartWatch 2   | SW2                           | 25. јун 2013.      | не          | Single-Core 180 MHz CM4                                                           |            | 220x176                     | 41 мм                                      | 120 г  | 41.9 × 40.9 × 8.9 мм                                                                        | MicroC/OS-II   | 3.0                    |        |      |       | Да  |     |                |
| Sony SmartWatch 3   | SWR50                         | 3. септембар 2014. | не          | Quad-Core 1.2 GHz BCM23550                                                        | 512MB/4GB  | 320x320                     | 41 мм                                      | 45 г   | 36.1 × 50.8 × 9.9 мм                                                                        | 420            | Android Wear           | 4.0 LE |      |       | Да  | Да  |                |
| Motorola Moto 360   | Moto 360                      | 18. март 2014.     | не          | Single-Core 1 GHz TI OMAP 3                                                       | 512MB/4GB  | 320x290                     | 40 мм                                      | 48 г   | 46 × 46 × 11 мм                                                                             | 320            | Android Wear           | 4.0 LE |      |       |     |     | Qi             |
| Apple Watch         | 38mm: Watch1,1 42mm: Watch1,2 | 9. септембар 2014. | не          | Apple S1                                                                          | 512MB/8GB  | 38mm: 272×340 42mm: 312×390 | 38mm: 1,32 in (34 mm) 42mm: 1,5 in (38 mm) |        | 38mm: 1.52 × 1.31 × 0.41 in (39 × 33 × 10 mm) 42mm: 1.65 × 1.41 × 0.41 in (42 × 36 × 10 mm) | 38mm: 205      | Watch OS               | 4.0 LE | bgn  |       |     | Да  | Inductive      |
| Pebble Watch        |                               | 11. април 2012.    | не          | Single-Core STM32F205RE 120 MHz CM3                                               | 128KB/4MB  | 144x168                     | 38 мм                                      | 38 г   | 62 × 36 × 11 мм                                                                             | 140            | Pebble OS              | 4.0 LE |      |       |     |     |                |
| Qualcomm Toq        |                               | 4. септембар 2013. | не          | 200 MHz CM3                                                                       |            | 288x192                     | 39 мм                                      | 91 г   | 43.2 × 47.5 × 9.9 мм                                                                        | 240            | QCOM OS                | 3.0    |      |       |     |     | WiPower        |
| Exetech XS3         | XS3                           | 1. новембар 2013.  | Да          | MTK 6577                                                                          | 512MB/32GB | 240x240                     | 39 мм                                      | 68 г   | 36.8 × 58.4 × 9.9 мм                                                                        | 420            | Android 4.0            | 4.0    |      |       |     |     |                |

## Списак паметних сатова у производњи
| Паметни сатови                          | Компанија             |
| --------------------------------------- | --------------------- |
| Sony SmartWatch                         | Sony                  |
| SmartWatch 2                            | Sony                  |
| Qualcomm Toq                            | Qualcomm              |
| Pebble Watch, Steel and Time            | Pebble                |
| Wearing Digital Weda (Slap Band)        | Wearing Digital       |
| Ruputer                                 | Seiko                 |
| Timex Ironman ONE GPS+                  | Timex Group USA       |
| Timex Datalink                          | Timex Group USA       |
| Vivoactive                              | Garmin                |
| NikeFuel                                | Nike, Inc.            |
| WIMM One                                | Wimm Labs             |
| Motorola Motoactv                       | Motorola              |
| Motorola Moto 360                       | Motorola              |
| MetaWatch Strata                        | Meta Watch, Ltd       |
| Samsung Galaxy Gear                     | Samsung               |
| Samsung Gear 2, Gear 2 Neo and Gear Fit | Samsung               |
| Kreyos Meteor                           | Kreyos                |
| GEAK Watch                              | Непознато             |
| HOT Watch                               | PHTL                  |
| Omate TrueSmart                         | Omate                 |
| Z1 Android Watch-Phone                  | Непознато             |
| Fashion S9110                           | Непознато             |
| LG GD910 (limited edition)              | LG                    |
| Hyundai MB 910                          | Hyundai               |
| Android SmartWatch                      | Непознато             |
| LG G Watch                              | LG                    |
| Samsung Gear Live                       | Samsung               |
| Samsung Gear S                          | Samsung               |
| F80                                     | Abardeen              |
| Neptune Pine                            | Neptune Computer Inc. |
| XS3+                                    | Exetech               |
| Apple Watch                             | Apple                 |

- Док још су у производњи са тренутним развојем, неке компаније користе популарне локале, као што су Кикстартер или Индиегого да финансирају своје пројекте.[55]

## Поређење Паметних сатова
| Паметни сат     | Компанија | ОС               | Андроид верзија | iOS version | ЦПУ                 | Блутут | НФЦ | Девелопер Опције | ГПС | Линк Лос узбуна | Пропустен позив | Тајмер | Поглед садржај | Позив Разговор | Нађи мој телефон | Контрола гласом | Одговор на Нотификације | Звук      | Позадинско светло | Вибрација | Сензор околног светла | Гироскоп  | Магнетометар | Мулти-додир | Акцелерометар | Отпорност на воду | Тип сата | Величина екрана, Инчи | Резолуција екрана, пиксели | Технологија приказа    | Просечан живот батерије, дан | Капацитет батерије, мАч | Технологија Батерије | Пречник оквира, мм | Дебљина оквира, мм | Тежина каиша, мм | Тежина (главни део+каиш), г | Опције на каишу | Заменљив каиш | ЛЕД Лампица |
| --------------- | --------- | ---------------- | --------------- | ----------- | ------------------- | ------ | --- | ---------------- | --- | --------------- | --------------- | ------ | -------------- | -------------- | ---------------- | --------------- | ----------------------- | --------- | ----------------- | --------- | --------------------- | --------- | ------------ | ----------- | ------------- | ----------------- | -------- | --------------------- | -------------------------- | ---------------------- | ---------------------------- | ----------------------- | -------------------- | ------------------ | ------------------ | ---------------- | --------------------------- | --------------- | ------------- | ----------- |
| HOT Smart Watch | PHTL      | Proprietary      | 2.3-4.2         | 5-7         | Cortex M3 Processor | 4.0    | Не  | Да               | Не  | Да              | Не              | Не     | Да             | Да             | Да               | Да              | Да                      | Да        | Да                | Да        | Не                    | Да        | Не           | Да          | Да            | Splash Proof      | Digital  | 1.26                  | Непознато                  | Black and White ePaper | 3                            | Непознато               | Непознато            | 54                 | 8                  | 24.4             | Непознато                   | Непознато       | Не            | Да          |
| Pebble          | Pebble    | Pebble OS        | 2.3-5.0         | 5-7         | ARM Cortex-M3       | 4.0    | Не  | Да               | Не  | Не              | Да              | Да     | Да             | Не             | Не               | Не              | Не                      | Не        | Да                | Да        | Да                    | Не        | Да           | Не          | Да            | 50m (5 atm)       | Digital  | 1.26                  | 144x168                    | Black and White ePaper | 7                            | 140                     | Lithium-ion          | 58.4               | 11                 | 22               | 121                         | White, Black    | Да            | Не          |
| Pebble Steel    | Pebble    | Pebble OS        | 2.3-5.0         | 5-7         | ARM Cortex-M3       | 4.0    | Не  | Да               | Не  | Не              | Да              | Да     | Да             | Не             | Не               | Не              | Не                      | Не        | Да                | Да        | Да                    | Не        | Да           | Не          | Да            | 50m (5 atm)       | Digital  | 1.26                  | Непознато                  | Black and White ePaper | Непознато                    | Непознато               | Непознато            | Непознато          | Непознато          | Непознато        | Непознато                   | Непознато       | Да            | Не          |
| SmartWatch 2    | Sony      | Micrium uC/OS-II | 4.0+            | Не          | Непознато           | 3.0    | Да  | Да               | Да  | Непознато       | Непознато       | Не     | Да             | Непознато      | Непознато        | Непознато       | Непознато               | Непознато | Да                | Да        | Не                    | Непознато | Не           | Да          | Да            | Splash Proof      | Digital  | 1.6                   | 220x176                    | LCD                    | 4                            | Непознато               | Непознато            | 58.6               | 9                  | 24               | 123                         | Непознато       | Да            | Непознато   |
| XS-3            | Exetech   | Android          | 4.0+            | Не          | MTK 6577            | 4.0    | Не  | Не               | Да  | Непознато       | Да              | Да     | Да             | Непознато      | Непознато        | Непознато       | Непознато               | Непознато | Непознато         | Непознато | Не                    | Непознато | Непознато    | Непознато   | Непознато     | Splash Proof      | Digital  | 1.54                  | 220x220                    | LCD                    | 4                            | Непознато               | Непознато            | Непознато          | Непознато          | Непознато        | Непознато                   | Непознато       | Непознато     | Непознато   |
| Apple Watch     | Apple     | Watch OS         | Не              | 8.2-8.4     | Apple S1            | 4.0    | Да  | Да               | Не  | Непознато       | Да              | Да     | Да             | Да             | Да               | Да              | Да                      | Да        | Не                | Да        | Да                    | Да        | Непознато    | Не          | Да            | IPX7              | Digital  | 1.7 / 1.4             | 319x390 / 272x340          | LED                    | 1                            | Непознато               | Lithium-ion          | 42mm / 38mm}       | Непознато          | Непознато        | Непознато                   | Да              | Да            | Не          |